# Bagneux (Altos del Sena)
 Bagneux  es una comuna (municipio) de Francia, en la región de Isla de Francia, departamento de Altos del Sena, en el distrito de Antony. La comuna coincide con el cantón homónimo.
Su población en el censo de 1999 era de 37 252 habitantes.
Está integrada en la Communauté d’agglomération Sud de Seine.

## Demografía
| 493 | 592 | 638 | 660 | 1075 | 930 | 1201 | 1156 | 1289 | 1358 | 1712 | 1459 | 1509 | 1509 | 1500 | 1580 | 1742 | 2199 | 2273 | 2752 | 3491 | 5414 | 8398 | 12 492 | 12 425 | 13 774 | 38 044 | 42 006 | 40 674 | 40 385 | 36 364 | 37 252 | 38 592 |
| Para los censos de 1962 a 1999 la población legal corresponde a la población sin duplicidades (Fuente: INSEE [Consultar]) |     |     |     |      |     |      |      |      |      |      |      |      |      |      |      |      |      |      |      |      |      |      |        |        |        |        |        |        |        |        |        |        |